# Acacia sapindoides
Acacia sapindoides é uma espécie de leguminosa do gênero Acacia, pertencente à família Fabaceae.